# War (canción de The Temptations)
«War» es una canción de soul de la época de la contracultura escrita por Norman Whitfield y Barrett Strong para el sello Motown en 1969. Whitfield produjo por primera vez la canción, una evidente protesta contra la Guerra de Vietnam, con The Temptations como vocalistas originales. Después de que Motown comenzara a recibir pedidos repetidos para lanzar "War" como sencillo, Whitfield volvió a grabar la canción con Edwin Starr como vocalista y la discográfica decidió suspender el lanzamiento de la versión de The Temptations como single, temerosa de que una canción tan abiertamente política pudiera dañar la imagen de la banda. La versión de Starr de "War" fue un éxito número uno en la lista Billboard Hot 100 en 1970, y no solo es el disco más exitoso y conocido de su carrera, sino que también es una de las canciones de protesta más populares jamás registradas.
El poder de la canción se reafirmó cuando Bruce Springsteen and the E Street Band llevaron su interpretación al Top 10 de los Estados Unidos en 1986. También fue versionada por Frankie Goes to Hollywood en 1984, por The Fall en 1994 y más recientemente por la banda de rock Black Stone Cherry en su álbum de 2016 Kentucky. En la película de acción y comedia de 1998 Rush Hour, la pareja de detectives conformada por los personajes encarnados por Jackie Chan y Chris Tucker interpretan la canción en varios segmentos del filme. También ha sido usada en otras películas como Agent Cody Banks 2: Destination London, Small Soldiers y Teenage Mutant Ninja Turtles: Out of the Shadows.

## Créditos

### Versión de The Temptation
- Paul Williams y Dennis Edwards – voz
- Dennis Edwards, Melvin Franklin, Paul Williams, Eddie Kendricks y Otis Williams – coros
- The Funk Brothers – instrumentación

### Versión de Edwin Starr
- Edwin Starr – voz
- The Originals – coros
- The Funk Brothers – instrumentación

### Versión de Frankie Goes to Hollywood
- Holly Johnson – voz
- Paul Rutherford – coros
- Brian Nash – guitarra
- Mark O'Toole – bajo
- Peter Gill – batería
- Trevor Horn – productor
- Stuart Bruce, Steve Lipson – ingenieros
- Ian Cooper – mastering

### Versión de Bruce Springsteen
- Bruce Springsteen – voz
- The E Street Band – coros
- The E Street Band – instrumentación